# Совка восточная луговая
Совка восточная луговая (лат. Mythimna separata) — вид бабочек из семейства совок (Noctuidae).

## Ареал
Обитает в Китае, Японии, на Тайване, в Юго-Восточной Азии, Индии, в Восточной Австралии, Новой Зеландии и на некоторых тихоокеанских островах. В России совка распространена в Приморье, на юге Хабаровского края, Амурской области, Сахалина и Курильских островов.

## Описание
Размах крыльев 35—50 мм. Размеры и окраска бабочек могут несколько варьировать. Передние крылья серовато-жёлтого цвета с напылением тёмно-серого или красновато-жёлтого оттенка. На крыльях находятся круглое и почковидное пятна, окрашенные в светлые или желтоватые цвета, их края нечёткие. Почковидное пятно имеет белую точку на нижнем крае. Наружный край крыльев наискось затемнён от вершины крыла к его заднему краю, имеет тёмный штрих и ряд тёмных точек. Задние крылья окрашены в серый цвет, их наружный край тёмный. Усики бабочек нитевидные.

## Биология
Продолжительность жизни имаго бабочек 2—3 недели. Является влаголюбивым и теплолюбивым видом. Бабочки летают с января до июня в зависимости от участка ареала. На Дальнем Востоке развивается в 2 поколениях. Восточная луговая совка является хорошим мигрантом, особенно в годы массового размножения: гусеницы могут передвигаться в поисках пищи круглосуточно, образуя полосы шириной 15—29 метров. Бабочки могут мигрировать на расстояние до 1500 км, при этом направление их миграций обычно является связанным с муссонными ветрами и воздушными потоками циклонического происхождения.
Лёт бабочек перезимовавшего поколения длится с конца мая до 2 декады июня. Лёт бабочек 1 поколения происходит в 1—2 декады августа. Лёт бабочек 2 поколения наблюдается в сентябре — октябре.
Бабочки питаются нектаром цветов и выделениями тлей. Гусеницы полифаги (многоядные), предпочитают питаться на злаковых растениях, заселяя пырейные злаки и вейниковые луга. Гусеницы предпочитают пырей, вейник, куриное просо, тростник. Питаются главным образом листьями. Основной вред наносят гусеницы старших возрастов. Начиная питаться на сорняках, гусеницы затем переходят на питание культурными растениями.

## Размножение
После спаривания самка откладывает от 300 до 1600 яиц. Яйца откладываются по нескольку десятков в 2—4 ряда на влагалище нижних листьев, в прикорневые листья, на стебли, а также в трещины коры. Продолжительность стадии яйца длится 4—12 дней в зависимости от условий влажности и температуры окружающего воздуха. Яйцо диаметром 0,5—0,6 мм, имеет шаровидную форму, молочно-белого цвета, его поверхность с тонкой сетчатой скульптурой.
Гусеницы имеют 6 возрастов (редко 7). В старших возрастах достигают длины до 40 мм. Гусеница на спинной стороне имеет 2 широкие черно-бурые полосы, между которыми проходит светлая линия. По бокам тела гусеницы вдоль линии дыхалец проходит чёрно-бурая полоса. Дыхальца гусениц коричневые с чёрным ободком. Брюшные ноги на 1 и 2 брюшных сегментах недоразвитые.
Окукливаются в почве, под комьями земли или в дерновине под корнями растений. Перед окукливанием гусеницы сооружается земляную пещеру. Фаза куколки длится 13—21 день.
Куколка желтовато-бурая, блестящая. Длина куколки 15—20 мм. Зимовка преимущественно происходит на стадии куколки в почве, но иногда на стадии гусеницы или бабочки.
Продолжительность развития одного поколения 25—45 дней.

## Хозяйственное значение
Гусеницы повреждают овес, пшеницу, ячмень, озимую рожь, кукурузу. Может повреждать сою, кормовые травы, реже рис, зерновое сорго. Наибольший вред наносят гусеницы первого поколения. Во втором поколении вред является незначительным.

## Иллюстрации

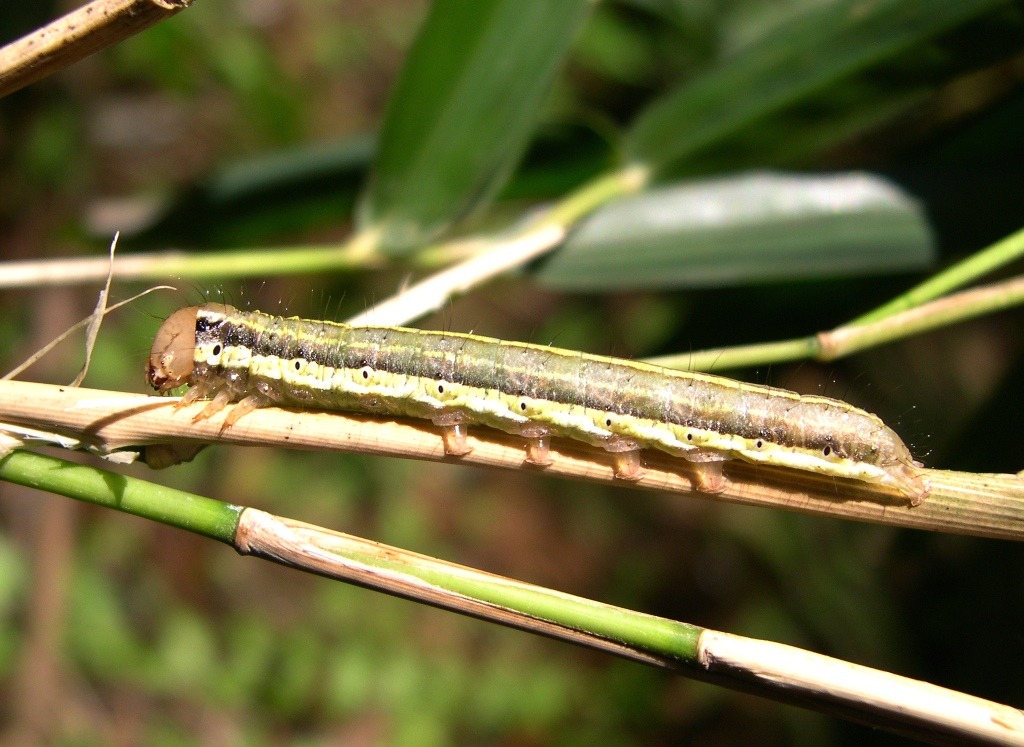
Гусеница восточной луговой совки
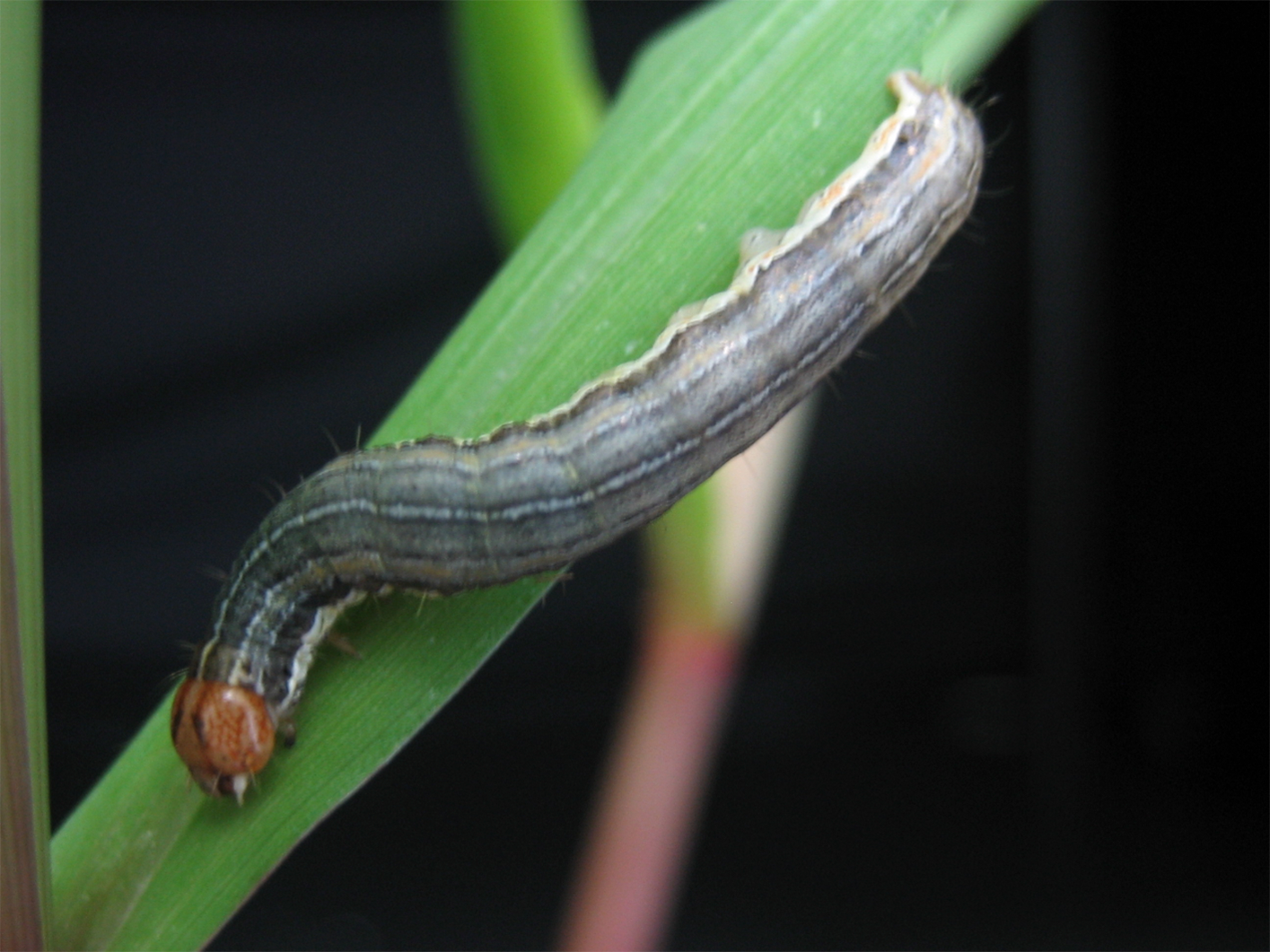
Гусеница восточной луговой совки